# Istitut Ladin „Micurá de Rü“

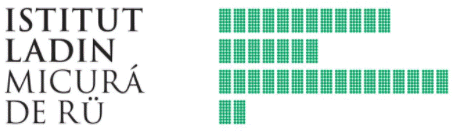
Logo des Istitut Ladin „Micurá de Rü“

Das Istitut Ladin Micurá de Rü (deutsch Ladinisches Kulturinstitut „Micurá de Rü“) wurde 1976 gegründet. Es ist eine wissenschaftliche Einrichtung, welche der Erhaltung und Förderung der ladinischen Sprache und der Kultur Ladiniens bzw. der Ladiner dient, indem sie Veröffentlichungen herausgibt (z. B. das wissenschaftliche Periodikum Ladinia – Sföi culturâl dai ladins dles Dolomites), lexikographische Werke erarbeitet (aus dem Deutschen wie aus dem Italienischen ins Ladinische und umgekehrt), namenkundliche Erhebungen vornimmt, Öffentlichkeitsarbeit leistet und kulturelle Körperschaften, Vereine oder Einrichtungen mit ähnlicher Zielsetzung unterstützt. Das Institut hat zwölf Mitarbeiter. Sein Hauptsitz ist in St. Martin in Thurn, eine Außenstelle befindet sich in Wolkenstein in Gröden.
Das Institut wurde nach dem ladinischen Sprachwissenschaftler Micurá de Rü (Nikolaus Bacher) benannt. Erster Direktor des Hauses war Lois Craffonara, seit 1993 wird es von Leander Moroder geleitet. 